# رئيس عرفاء وحدة
رئيس عرفاء وحدة هي رتبة عسكرية أعلى من رتبة رئيس عرفاء سرية وتعد أعلى رتبة على ضباط الصف والجنود في ليبيا، ويمكن أن يدخل في سلسلة الضباط ويرقى إلى رتبة ملازم.